# Amphidasya amethystina
Amphidasya amethystina är en måreväxtart som beskrevs av J.L.Clark och Charlotte M. Taylor. Amphidasya amethystina ingår i släktet Amphidasya och familjen måreväxter. Inga underarter finns listade i Catalogue of Life.